# Tighennif
Tighennif (em árabe: تيغنيف) é uma cidade e comuna localizada na província de Mascara, Argélia. Segundo o censo de 2008, a população total da cidade era de 62 210 habitantes.